# Fango e stelle
Fango e stelle è un concept-album di Enrico Ruggeri, pubblicato nel 1996.

## Il disco
Il disco venne pubblicato dopo la partecipazione di Ruggeri al Festival di Sanremo 1996 con il brano L'amore è un attimo.
In copertina è presente una donna nuda, che con la mano sinistra distesa in mezzo ai seni, mentre l'altra è appoggiata ad un muricciolo dall'aspetto argilloso, con alcuni gradini. La donna sembra essere trasparente perché nella parte superiore è dello stesso colore de blu del cielo stellato, mentre in basso è marroncina come il muretto.

## Tracce
1. Fango e stelle – 3:52
2. L'amore è un attimo – 5:11
3. Il momento della verità – 4:08
4. L'altra madre – 5:13
5. Ombra e luce – 5:07
6. Napoli no – 4:46
7. Il mostro – 4:54
8. Ulisse – 4:45
9. Sole d'Europa – 4:33
10. Cercami cercami – 5:15
11. Verso le stelle – 5:27

- L'altra madre era stata incisa da Fiorella Mannoia nel 1994 ed inserita nell'album Gente comune.
- Sole d'Europa era stata cantata all'Eurovision Song Contest 1993 dallo stesso Ruggeri, la canzone fu quindi allungata dalle strofe in tedesco e in francese. La versione originale non compariva in nessun album.
- La musica di Napoli no è firmata da Riccardo Cocciante. Questa collaborazione avvenne anche per la musica de Il funambolo, inserita da Ruggeri in Contatti del 1989 e da Cocciante ne La grande avventura del 1988.
- Fango e stelle e Ulisse vennero unite, durante un tour di concerti, per formare Ulisse/Fango e stelle, inclusa ne La vie en rouge (album, appunto, in concerto del 2001) ed in Cuore, muscoli e cervello del 2006.

## Formazione
- Enrico Ruggeri – voce, cori
- Luigi Schiavone – chitarra
- Lorenzo Natalini – chitarra classica
- Alberto Tafuri – tastiera, cori, pianoforte, arrangiamenti
- Lorenzo Poli – basso
- Elio Rivagli – batteria, percussioni
- Francesca Ruffilli – violoncello
- Felice Centofanti, Marcello De Toffoli, I Piccoli Cantori di Milano – cori